# Багажний вагон
Бага́жний ваго́н — спеціальний вагон пасажирського парку, придатний для прямування в пасажирському поїзді зі встановленою швидкістю. Має одне відділення для перевезення вантажу. Також обладнаний для проїзду обслуги. Наразі на залізницях України не використовуються.
Особа, що бажає скористатися послугою, здає вантаж у багажне відділення залізничної станції як відправник. Далі вантаж переправляється багажним вагоном до залізничної станції одержувача, який приймає заявлений багаж або вантаж через багажне відділення.

## Конструктивні особливості

План багажного вагону
1. Тамбур.
2. Туалет.
3. Службове відділення.
4. Службове купе.
5. Багажна комора.
6. Котел

Багажний вагон має типовий для пасажирських вагонів суцільнометалевий кузов, ходові частини, систему електропостачання, гальмівне, автозчіпне та санітарно-технічне обладнання. Плануванням багажного вагона передбачені багажна комора, службове приміщення, двомісне купе відпочинку, туалет з душем, тамбур і котельне відділення.
Багажна комора може бути обладнана краном або ручним талем на монорейці, для механізації вантажно-розвантажувальних робіт. Навантажувальні двері також забезпечені консольними поворотними пристроями з такими ж талями.
Електропостачання вагона проводиться від підвагонного генератора й акумуляторних батарей. Опалення вагона водяне і здійснюється за допомогою електровугільного котла з програмним управлінням. Для вентиляції вагона використовується примусова автоматизована механічна система, або природна вентиляція.